# Platyarthrus codinai
Platyarthrus codinai is een pissebed uit de familie Platyarthridae. De wetenschappelijke naam van de soort is voor het eerst geldig gepubliceerd in 1924 door Arcangeli.